# Wilhelm Busch
Pour les articles homonymes, voir Wilhelm Busch (pasteur) et Busch.
Heinrich Christian Wilhelm Busch, né le 15 avril 1832 à Wiedensahl dans le royaume de Hanovre et mort à Mechtshausen le 9 janvier 1908 dans le duché de Brunswick est un humoriste, dessinateur, peintre et poète allemand.

## Biographie
Wilhelm Busch a passé toute sa vie en royaume de Hanovre, notamment à Lüthorst. Il étudie la peinture pendant un an à Anvers puis à Munich, mais ne trouve pas sa voie chez les académiciens régnant de son époque. Dès 1859, il dessine pour les Feuilles volantes éditées par Braun et Schneider. Son histoire Max und Moritz (1865), extrêmement populaire en Allemagne puis dans toute l'Europe dans le dernier tiers du XIXe siècle, a inspiré nombre d'auteurs de bande dessinée et d'illustrateurs, dont Rudolph Dirks, créateur en 1897 du comic strip The Katzenjammer Kids (en France, Pim Pam Poum). De 1865 à 1884, Busch publie une dizaine de titres. Son œuvre est une chronique très vivante de l'Allemagne bourgeoise de la deuxième moitié du XIXe siècle. Sa maison de naissance de Wiedensahl est aujourd'hui un musée sur sa vie et son œuvre.

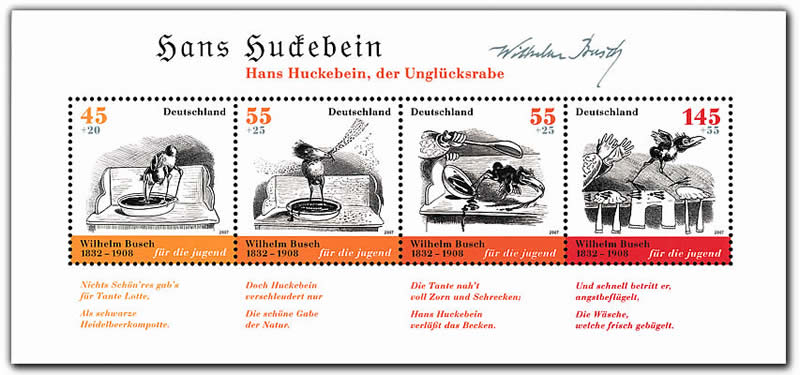
Hans Huckebein, der Unglücksrabe.

En 1978, son ouvrage Max und Moritz obtient la « Mention » Premio Grafico Fiera di Bologna per l'Infanzia, de la Foire du livre de jeunesse de Bologne (Italie).

## Œuvres publiées

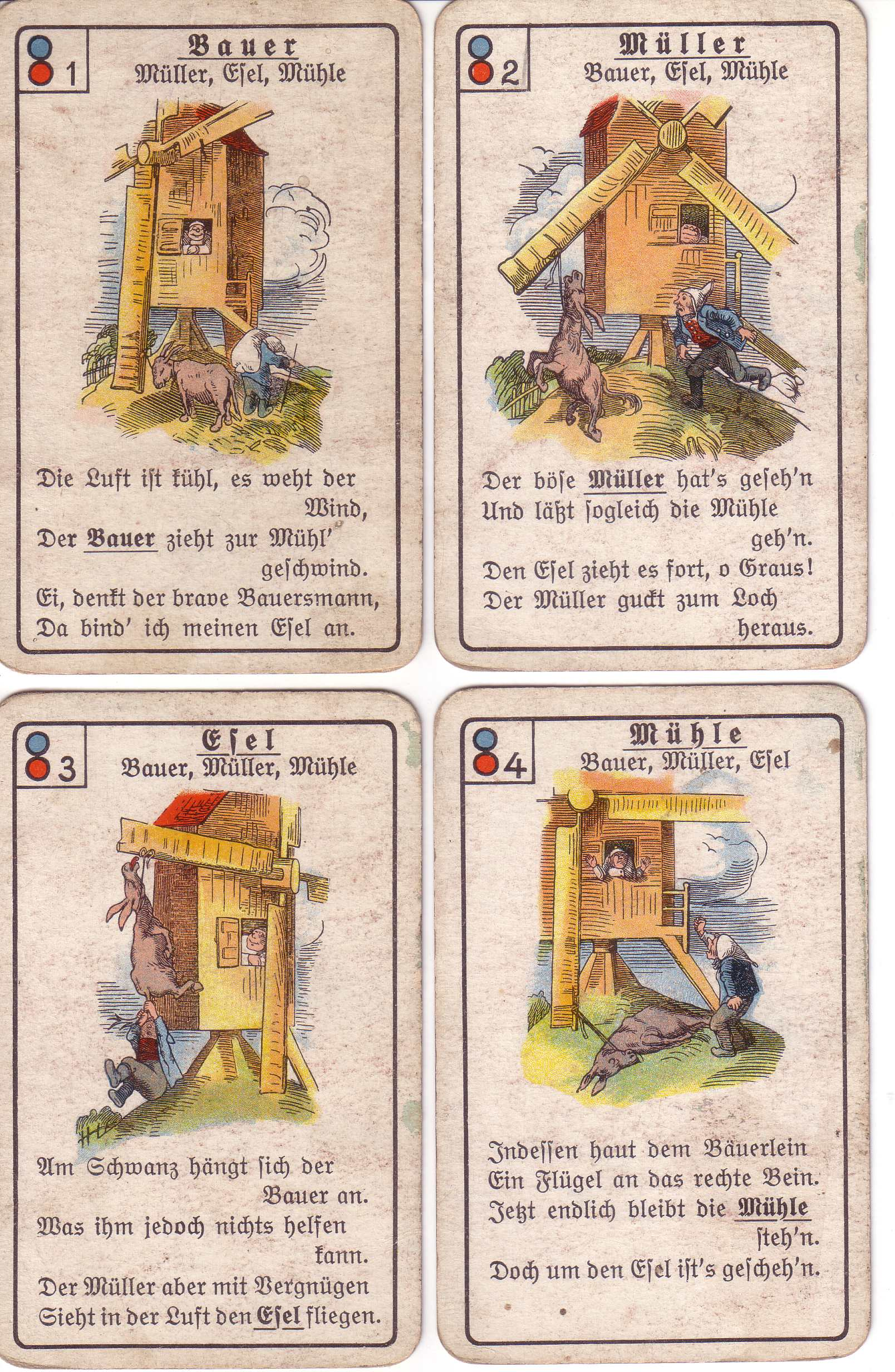
Dessins de Wilhelm Busch sur un jeu de cartes.

- (de) Ingrid Haberland (dir.) et Hans Ries, Wilhelm Busch. Die Bildergeschichten: historisch-kritische Gesamtausgabe, Hanovre : Schlütersche (de), 2002  (ISBN 387706650X) :

1. Frühwerk (1859-1869), XVI-1 818 p.
2. Reifezeit (1868-1877), VIII-1 729 p.
3. Spätwerk (1878-1894), VIII-1 889 p.

## Édition française
- Max et Maurice : ou les sept mauvais tours de deux petits garçons (trad. André Thérive), Paris : Flammarion, 1952  (ISBN 2-211-05096-4).
- Max et Moritz (adapt. Cavanna), Paris : L'École des loisirs, coll. « Renard poche », 1978  (ISBN 2-211-05096-4). Rééditions coll. « Lutin poche », 1980  (ISBN 2-211-07188-0) puis « Mouche », 2004  (ISBN 2-211-07805-2).
- Wilhelm Busch. Histoires dessinées (préf. et trad. Sylvia Gourdet et Caroline Kruse), Pierre Horay, 1980.
- Oiseau de malheur ! ou Les tours pendables de Jeannot-Corbeau (illustrations de Jonas Lauströer, trad. Heinz Huckebein, adaptation de Géraldine Elschner), Paris : Minedition, 2010.